# 2003年の映画
2003年の映画（2003ねんのえいが）では、2003年（平成15年）の映画分野の動向についてまとめる。
2002年の映画 - 2003年の映画 - 2004年の映画

## できごと

### 世界
- 1月15日 - 米連邦最高裁、著作権の保護期間20年延長の法律を容認[1]。企業が権利を持つ作品は、著作権の有効期間が、創作より120年もしくは公表より95年のどちらか短い方、個人では死後70年となる[1]。
- 2月25日 - 映画監督・吉田喜重が仏芸術文化勲章（オフィシエ）受章[2]。
- 3月3日 - ワーナー・マイカル、米・ラスベガスで開催された「ショーウェスト」（全米映画館主のための見本市）で日本初の国際映画興行賞受賞[2]。
- 3月23日 - 『千と千尋の神隠し』（宮崎駿監督）、第75回アカデミー賞長篇アニメーション映画賞受賞[2][注 1]。
- 6月12日 - 米俳優グレゴリー・ペック死去[2]。
- 6月29日 - 第25回モスクワ映画祭、映画『ふくろう』で大竹しのぶが女優賞、新藤兼人監督が功労賞を受賞[2]。
- 7月22日 - 仏プロデューサー、セルジュ・シルベルマン死去[2]。
- 9月6日 - 第60回ヴェネツィア国際映画祭で『座頭市』の北野武が銀獅子賞（監督賞）受賞[2]。
- 9月18日 - 米AOLタイム・ワーナーが「タイム・ワーナー」への社名変更を決定[2]。
- 9月28日 - 米映画監督、エリア・カザン死去[2]。
- 10月7日 - 米カリフォルニア州知事選挙に俳優アーノルド・シュワルツェネッガー当選[3]。
- 12月3日 - 米ウォルト・ディズニー、2003年全世界年間興行収入30億8000万ドル到達（30億ドルの大台突破は業界初）と発表[3]。

### 日本
- 1月
  - 1月24日 - 『千と千尋の神隠し』（宮崎駿監督）をNTVで放映[1][4]。テレビでの劇場映画放送では過去最高の視聴率46.9%（関東地区）を記録[1][4]。
- 2月
  - 2月6日 - 公正取引委員会が20世紀フォックス（極東）映画会社を独占禁止法違反、入場料金割引を行わないよう劇場側に不当に強制した疑いで立入検査[2][5]。
  - 2月14日 - 劇場運営会社・松竹シネプラッツ設立[2]。
  - 2月25日 - 東宝・ ヴァージン共同記者会見で、東宝によるヴァージン・シネマズ・ジャパンの買収を発表[6]。全国8サイト（81スクリーン）が新たに東宝興行網に加わる[6]。
  - 2月28日 - 松竹第一興行が解散[2]。3月1日、松竹シネプラッツが業務を継承、直営8館は松竹興行部直営に所属変更[2]。
- 3月
  - 日本ビクター、家庭用デジタルハイビジョンビデオカメラ発売[2]。
  - 3月1日
    - ヒューマックスピクチャーズが「ヒューマックスシネマ」と改称[2]。
    - 東宝映画興行部、収益の改善と効率化を図るため、全直営劇場の売店を直営化[2]。

  - 3月6日 - 北海道・札幌シネマフロンティアがグランドオープン（2月22日プレオープン）[2]。東宝、松竹、ティ・ジョイ初のコラボレーションによる運営で、札幌駅直結の最新鋭巨大シネマコンプレックスが誕生[2]。
  - 3月10日 - 照明技師・下村一夫死去[2]。
- 4月
  - 4月1日
    - ヘラルド・エンタープライズ、ICカード電子チケットシステムを導入[2]。
    - 東芝がアミューズピクチャーズを買収[2]。
    - 角川書店が「角川ホールディングス」（角川HD）と改称、同日付で発足の100%子会社「角川書店」に営業を継承[2]。角川HD社長に角川歴彦、角川書店社長に福田峰夫就任[2]。

  - 4月4日 - 東宝、ヴァージン・シネマズ・ジャパンの株式を総額103億円で取得[2]。4月7日、ヴァージン・シネマズ・ジャパンを「TOHOシネマズ」と商号変更。以後ヴァージン・シネマズの劇場名を「TOHOシネマズ」に順次変更[2]。
  - 4月8日 - 脚本家・水木洋子死去[2]。
  - 4月23日 - 東宝映画製作『赤い月』（降旗康男監督）の中国ロケ、新型肺炎（SARS）の流行で延期決定[2]。
  - 4月25日
    - ヴァージン・シネマズ六本木ヒルズ開場[2]。
    - 東宝映画興行部、東京銀座地区で同業他社（全26劇場）と連携で映画街の活性化、新規顧客開拓、リピーター獲得を目的とした「銀座・シネマポイントカード」実施[2]。

  - 4月30日 - 20世紀フォックス（極東）映画会社が「20世紀フォックス映画」と改称[2]。
- 5月
  - 5月23日 - 東宝、決算公告を従来の日本経済新聞紙上に代え、自社ホームページ上に5年間掲載を開始[2]。同時にホームページのIR情報を充実[2]。
- 6月
  - 6月16日 - 落語家・春風亭柳昇死去[2]。
  - 6月28日 - 松竹、渋谷松竹セントラルを「渋谷ピカデリー」と改称[2]。
  - 6月30日 - 渋谷東急文化会館閉館、46年の歴史に幕[2]。
- 7月
  - 7月12日
    - 『ターミネーター3』（ジョナサン・モストウ監督）公開、前作から12年ぶりのシリーズ最新作、大ヒット[2][7]。
    - 第25回ぴあフィルムフェスティバル、6年ぶりに東宝有楽町・シャンテシネ1で開催（7月25日まで）[2]。

  - 7月19日
    - 『踊る大捜査線 THE MOVIE2 レインボーブリッジを封鎖せよ!」（本広克行監督）公開[2]。公開3日間では『千と千尋の神隠し』の入場人員・興収成績を上回り、日本映画実写作品の記録を多数更新するなど全国的大ヒット[2][8]。
    - 『劇場版ポケットモンスター アドバンスジェネレーション 七夜の願い星 ジラーチ』（湯山邦彦監督）/『おどるポケモンひみつ基地』（湯山邦彦監督）公開、大ヒット[2][8]。シリーズの興行成績がV字回復[2]。
- 8月
  - 8月20日 - 『踊る大捜査線 THE MOVIE2 レインボーブリッジを封鎖せよ!』、邦画実写作品で『南極物語』（1983年公開）の記録を抜き、33日目で歴代興行収入第1位を記録[3]。
  - 8月31日 - 上野東宝劇場・上野宝塚劇場が再開発のため閉館[3]。
- 9月
  - 9月12日 - TOHOシネマズ川崎開場[3]。TOHOシネマズに商号変更後の第1号シネコン(ヴァージン・シネマズから通算で10サイト目)オープン[3]。
  - 9月18日 - GAGA、日本初の配給会社による株主劇場招待券贈呈制度導入を決定[2]。
  - 9月25日 - 電通が、パイオニアの子会社、映像ソフト関係のパイオニアエル・ディー・シーとパイオニアエンタテインメントUSAの2社を買収[2]。10月1日、社名をジェネオンエンタテインメントと変更[2]。
  - 9月27日 - 『S.W.A.T.』（クラーク・ジョンソン監督）の公開で、一部上映劇場を除き中学1年生の入場を無料とする「中1“映画館デビュー”応援キャンペーン」を実施[2]。
  - 9月30日 - 東京・新宿武蔵野館1閉館[3]。新宿武蔵野館2 - 4を「新宿武蔵野館1 - 3」と改称[3]。
- 10月
  - 10月1日 - アミューズピクチャーズは、東芝の完全子会社となり、「東芝エンタテインメント」と改称[3]。
  - 10月2日 - TOHO (ヴァージン)シネマズ、一部劇場で日本初の赤ちゃん連れ歓迎の「ママズクラブシアター」を実施[3]。
  - 10月8日 - 公正取引委員会、20世紀フォックス映画に独占禁止法違反で排除勧告[3]。10月10日、20世紀フォックス映画は割引料金の拘束、入場料金設定への介入の事実はないとの見解を発表[3]。
  - 10月22日 - ぴあ、携帯電話での電子チケット購入、入場サービスを開始[3]。
- 11月
  - 11月1日 - 第16回東京国際映画祭開催(9日まで)[3]。11月5日、映画祭協賛企画「東京コンテンツマーケット2003秋」開催[3]。
  - 11月15日 - TOHOシネマズ、劇場名をヴァージン・シネマズから「TOHOシネマズ」に変更開始[3]。第1号は浜松、以後、2004年2月28日まで六本木を除く8サイトの名称を順次変更[3]。
  - 11月26日 - 松竹マルチプレックスシアターズ（SMT）が映画チケットのインターネット予約・販売を開始[3]。
- 12月
  - 12月1日 - 地上波デジタルテレビジョン放送開始（関東・中京・近畿の一部）[3]。
  - 12月5日 - 愛知県名古屋市・ヘラルドコーポレーションが民事再生法適用を申請[3]。
  - 12月6日 - 『ファインディング・ニモ』（監督・アンドリュー・スタントン、リー・アンクリッチ）公開[3][9]。翌年1月18日に興収96億7000万円を突破し、国内洋画アニメ作品で歴代最高興収を記録[3]。
  - 12月31日 - 東宝、直営映画劇場の業務用招待券を全廃[3]。

## 周年
- 創立80周年
  - ウォルト・ディズニー・カンパニー

## 日本の映画興行
- 入場料金（大人）
  - 1,800円[10] - 一般入場料金は12年間据え置かれている[11]。
  - 1,797円（統計局『小売物価統計調査（動向編） 調査結果』[12] 銘柄符号 9341「映画観覧料」）[13]
- 入場者数 1億6235万人[14]
- 興行収入 2032億5900万円[14]

| 配給会社                       | 配給本数 | 年間興行収入  | 概要                                                                            |
| 配給会社                       | 配給本数 | 前年対比      | 概要                                                                            |
| ------------------------------ | -------- | ------------- | ------------------------------------------------------------------------------- |
| 松竹                           | 21       | 92億5479万円  | 共同配給の『ロード・オブ・ザ・リング/二つの塔』が日本ヘラルドに計上されたため。 |
| 松竹                           | 21       | 52.0%         | 共同配給の『ロード・オブ・ザ・リング/二つの塔』が日本ヘラルドに計上されたため。 |
| 東宝                           | 24       | 421億7402万円 | 東宝歴代2位の年間興行収入                                                       |
| 東宝                           | 24       | 135.0%        | 東宝歴代2位の年間興行収入                                                       |
| 東映                           | 19       | 100億2709万円 |                                                                                 |
| 東映                           | 19       | 102.7%        |                                                                                 |
| ＊年間興行収入は万未満四捨五入 |          |               |                                                                                 |

出典:「2003年度 日本映画・外国映画 業界総決算 経営/製作/配給/興行のすべて」『キネマ旬報』2004年（平成16年）2月下旬号、キネマ旬報社、2004年、161頁。

## 各国ランキング

### 日本興行収入ランキング
| 順位 | 題名                                                                                               | 製作国                                    | 配給                 | 興行収入  |
| ---- | -------------------------------------------------------------------------------------------------- | ----------------------------------------- | -------------------- | --------- |
| 1    | 踊る大捜査線 THE MOVIE 2 レインボーブリッジを封鎖せよ!                                             | 日本の旗                                  | 東宝                 | 173.5億円 |
| 2    | ハリー・ポッターと秘密の部屋                                                                       | アメリカ合衆国の旗 · イギリスの旗         | ワーナー・ブラザース | 173.0億円 |
| 3    | マトリックス リローデッド                                                                          | アメリカ合衆国の旗                        | ワーナー・ブラザース | 110.0億円 |
| 4    | ターミネーター3                                                                                    | アメリカ合衆国の旗                        | 東宝東和             | 082.0億円 |
| 5    | ロード・オブ・ザ・リング/二つの塔                                                                  | アメリカ合衆国の旗 · ニュージーランドの旗 | ヘラルド/松竹        | 079.0億円 |
| 6    | パイレーツ・オブ・カリビアン/呪われた海賊たち                                                      | アメリカ合衆国の旗                        | ブエナ・ビスタ       | 068.0億円 |
| 7    | マトリックス レボリューションズ                                                                    | アメリカ合衆国の旗                        | ワーナー・ブラザース | 067.0億円 |
| 8    | マイノリティ・リポート                                                                             | アメリカ合衆国の旗                        | 20世紀フォックス     | 052.4億円 |
| 9    | 劇場版ポケットモンスター アドバンスジェネレーション 七夜の願い星 ジラーチ おどるポケモンひみつ基地 | 日本の旗                                  | 東宝                 | 045.0億円 |
| 10   | HERO                                                                                               | 中華人民共和国の旗 · 香港の旗             | ワーナー・ブラザース | 040.5億円 |
| 11   | チャーリーズ・エンジェルズ・フルスロットル                                                         | アメリカ合衆国                            | ソニー・ピクチャーズ | 35.0億円  |
| 11   | シカゴ                                                                                             | アメリカ合衆国                            | ギャガ               | 35.0億円  |

出典:2003年興行収入10億円以上番組 (PDF)  - 日本映画製作者連盟

### 全世界興行収入ランキング
| 順位 | 題名                                          | スタジオ             | 興行収入       |
| ---- | --------------------------------------------- | -------------------- | -------------- |
| 1    | ロード・オブ・ザ・リング/王の帰還             | ニューライン         | $1,119,929,521 |
| 2    | ファインディング・ニモ                        | ディズニー/ピクサー  | $864,625,978   |
| 3    | マトリックス リローデッド                     | ワーナー・ブラザース | $738,599,701   |
| 4    | パイレーツ・オブ・カリビアン/呪われた海賊たち | ディズニー           | $654,264,015   |
| 5    | ブルース・オールマイティ                      | ユニバーサル         | $484,592,874   |
| 6    | ラスト サムライ                               | ワーナー・ブラザース | $456,758,981   |
| 7    | ターミネーター3                               | ワーナー・ブラザース | $433,371,112   |
| 8    | マトリックス レボリューションズ               | ワーナー・ブラザース | $424,988,211   |
| 9    | X-MEN2                                        | 20世紀FOX            | $407,711,549   |
| 10   | バッドボーイズ 2バッド                        | コロムビア           | $273,339,556   |

出典:“2003 Worldwide Box Office Results”.  Box Office Mojo. 2015年12月27日閲覧。

### 北米興行収入ランキング
| 順位 | 題名                                          | スタジオ               | 興行収入     |
| ---- | --------------------------------------------- | ---------------------- | ------------ |
| 1    | ロード・オブ・ザ・リング/王の帰還             | ニュー・ライン・シネマ | $377,027,325 |
| 2    | ファインディング・ニモ                        | ディズニー/ピクサー    | $339,714,978 |
| 3    | パイレーツ・オブ・カリビアン/呪われた海賊たち | ディズニー             | $305,413,918 |
| 4    | マトリックス リローデッド                     | ワーナー・ブラザース   | $281,576,461 |
| 5    | ブルース・オールマイティ                      | ユニバーサル・スタジオ | $242,829,261 |
| 6    | X-MEN2                                        | 20世紀FOX              | $214,949,694 |
| 7    | エルフ 〜サンタの国からやってきた〜           | ニュー・ライン・シネマ | $173,398,518 |
| 8    | ターミネーター3                               | ワーナー・ブラザース   | $150,371,112 |
| 9    | マトリックス レボリューションズ               | ワーナー・ブラザース   | $139,313,948 |
| 10   | 12人のパパ                                    | 20世紀FOX              | $138,614,544 |

出典:“2003 Domestic Yearly Box Office Results”.  Box Office Mojo. 2016年1月11日閲覧。

### イギリス興行収入ランキング
1. ロード・オブ・ザ・リング/王の帰還
2. ファインディング・ニモ
3. ラブ・アクチュアリー
4. マトリックス リローデッド
5. パイレーツ・オブ・カリビアン/呪われた海賊たち
6. ブルース・オールマイティ
7. カレンダー・ガールズ
8. X-MEN2
9. ターミネーター3
10. ジョニー・イングリッシュ

出典:“2003 United Kingdom Yearly Box Office Results”.  Box Office Mojo. 2016年1月11日閲覧。

### オーストラリア興行収入ランキング
1. ロード・オブ・ザ・リング/王の帰還
2. ファインディング・ニモ
3. マトリックス リローデッド
4. パイレーツ・オブ・カリビアン/呪われた海賊たち
5. ラブ・アクチュアリー
6. ブルース・オールマイティ
7. マトリックス レボリューションズ
8. チャーリーズ・エンジェル フルスロットル
9. ターミネーター3
10. シカゴ

出典:“2003 Australia Yearly Box Office Results”.  Box Office Mojo. 2016年1月11日閲覧。

### フランス興行収入ランキング
| 順位 | 題名                                          | スタジオ             | 興行収入    |
| ---- | --------------------------------------------- | -------------------- | ----------- |
| 1.   | ファインディング・ニモ                        | ディズニー/ピクサー  | $64,781,395 |
| 2.   | ロード・オブ・ザ・リング/王の帰還             | ニューライン         | $48,409,847 |
| 3.   | TAXi3                                         |                      | $35,752,480 |
| 4.   | マトリックス リローデッド                     | ワーナー・ブラザース | $33,146,205 |
| 5.   | マトリックス レボリューションズ               | ワーナー・ブラザース | $24,214,417 |
| 6    | ちょうちょ                                    |                      | $22,288,364 |
| 7    | パイレーツ・オブ・カリビアン/呪われた海賊たち | ディズニー           | $22,139,594 |
| 8    | ルビーとカンタン                              |                      | $21,553,290 |
| 9    | キャッチ・ミー・イフ・ユー・キャン            | ドリーム・ワークス   | $20,872,976 |
| 10   | ジャングル・ブック2                           | ディズニー           | $19,560,856 |

出典:“2003 France Yearly Box Office Results”.  Box Office Mojo. 2015年12月27日閲覧。

### ドイツ興行収入ランキング
| 順位 | 題名                                          | スタジオ             | 興行収入    |
| ---- | --------------------------------------------- | -------------------- | ----------- |
| 1.   | ロード・オブ・ザ・リング/王の帰還             | ニューライン         | $87,481,674 |
| 2.   | ファインディング・ニモ                        | ディズニー/ピクサー  | $53,926,684 |
| 3.   | パイレーツ・オブ・カリビアン/呪われた海賊たち | ディズニー           | $44,650,393 |
| 4.   | グッバイ、レーニン!                           |                      | $41,451,777 |
| 5.   | マトリックス リローデッド                     | ワーナー・ブラザース | $35,148,026 |
| 6    | ベルンの奇跡                                  |                      | $24,755,156 |
| 7    | キャッチ・ミー・イフ・ユー・キャン            | ドリーム・ワークス   | $23,237,473 |
| 8    | ブルース・オールマイティ                      | ユニバーサル         | $21,078,042 |
| 9    | ジョニー・イングリッシュ                      | ユニバーサル         | $20,864,008 |
| 10   | ターミネーター3                               | ワーナー/コロンビア  | $19,596,608 |

出典:“2003 Germany Yearly Box Office Results”.  Box Office Mojo. 2015年12月27日閲覧。

## 日本公開映画
2003年の日本公開映画を参照。

## 受賞
- 第76回アカデミー賞
  - 作品賞 - ロード・オブ・ザ・リング/王の帰還
  - 監督賞 - ピーター・ジャクソン（ロード・オブ・ザ・リング/王の帰還）
  - 主演男優賞 - ショーン・ペン（ミスティック・リバー）
  - 主演女優賞 - シャーリーズ・セロン（モンスター）

- 第61回ゴールデングローブ賞
  - 作品賞 (ドラマ部門) - ロード・オブ・ザ・リング/王の帰還
  - 主演女優賞 (ドラマ部門) - シャーリーズ・セロン（モンスター）
  - 主演男優賞 (ドラマ部門) - ショーン・ペン（ミスティック・リバー）
  - 作品賞 (ミュージカル・コメディ部門) - ロスト・イン・トランスレーション
  - 主演女優賞 (ミュージカル・コメディ部門) - ダイアン・キートン（恋愛適齢期）
  - 主演男優賞 (ミュージカル・コメディ部門) - ビル・マーレイ（ロスト・イン・トランスレーション）
  - 監督賞 - ピーター・ジャクソン（ロード・オブ・ザ・リング/王の帰還）

- 第69回ニューヨーク映画批評家協会賞 - 『ロード・オブ・ザ・リング/王の帰還』

- 第56回カンヌ国際映画祭
  - パルム・ドール - 『エレファント』（ガス・ヴァン・サント）
  - 審査員特別グランプリ 『Uzak』（ヌリ・ビルゲ・ジェイラン）
  - 監督賞 - ガス・ヴァン・サント（エレファント）
  - 男優賞 - Muzaffer Ozdemir、Emin Toprak（Uzak）
  - 女優賞 - マリ＝ジョゼ・クローズ（みなさん、さようなら）
  - 国際批評家賞 『午後の5時』（サミラ・マフマルバフ）
  - カメラ・ドール クリストファー・ボウ（『恋に落ちる確率』）、セディク・バルマク（『アフガン零年』）

- 第60回ヴェネツィア国際映画祭
  - 金獅子賞 - 『父、帰る』（アンドレイ・ズビャギンツェフ）
  - 監督賞 - 北野武 『座頭市』
  - 男優賞 - ショーン・ペン 『21グラム』
  - 女優賞 - カーチャ・リーマン "Rosenstrasse"

- 第53回ベルリン国際映画祭
  - 金熊賞 - 『イン・ディス・ワールド』（マイケル・ウィンターボトム）
  - 審査員特別賞 - 『アダプテーション』 (スパイク・リー)
  - 銀熊賞(監督賞) - パトリス・シェロー 『ソン・フレール -兄との約束-』
  - 銀熊賞(男優賞) - サム・ロックウェル 『コンフェッション』
  - 銀熊賞(女優賞) - ニコール・キッドマン、ジュリアン・ムーア、メリル・ストリープ 『めぐりあう時間たち』

- 第27回日本アカデミー賞
  - 最優秀作品賞 - 『壬生義士伝』（滝田洋二郎）
  - 最優秀主演男優賞 - 中井貴一（『壬生義士伝』）
  - 最優秀主演女優賞 - 寺島しのぶ（『赤目四十八瀧心中未遂』）

- 第46回ブルーリボン賞
  - 作品賞 - 『赤目四十八瀧心中未遂』
  - 主演男優賞 - 西田敏行（『ゲロッパ!』『釣りバカ日誌14』）
  - 主演女優賞 - 寺島しのぶ（『赤目四十八瀧心中未遂』『ヴァイブレータ』）
  - 監督賞 - 森田芳光（『阿修羅のごとく』）

- 第77回キネマ旬報ベスト・テン
  - 外国映画第1位 - 『戦場のピアニスト』
  - 日本映画第1位 -  『美しい夏キリシマ』

- 第58回毎日映画コンクール
  - 日本映画大賞 - 『赤目四十八瀧心中未遂』

## 死去
| 日付 | 日付 | 名前                       | 国籍               | 年齢 | 職業                           |
| 1月  | 4日  | コンラッド・L・ホール      | アメリカ合衆国の旗 | 76   | 撮影監督                       |
| 1月  | 4日  | 新田敞                     | 日本の旗           | 75   | 新潮社顧問                     |
| 1月  | 11日 | モーリス・ピアラ           | フランスの旗       | 77   | 映画監督                       |
| 1月  | 11日 | 佐古正人                   | 日本の旗           | 56   | 俳優                           |
| 1月  | 11日 | 澤蘭子                     | 日本の旗           | 99   | 女優                           |
| 1月  | 12日 | 深作欣二                   | 日本の旗           | 72   | 映画監督                       |
| 1月  | 16日 | 秋山庄太郎                 | 日本の旗           | 82   | 写真家                         |
| 1月  | 17日 | リチャード・クレンナ       | アメリカ合衆国の旗 | 76   | 俳優                           |
| 1月  | 19日 | 田中明夫                   | 日本の旗           | 76   | 俳優                           |
| 1月  | 20日 | 松田定次                   | 日本の旗           | 96   | 映画監督                       |
| 1月  | 22日 | 野々村潔                   | 日本の旗           | 88   | 俳優・映画プロデューサー       |
| 1月  | 23日 | ネル・カーター             | アメリカ合衆国の旗 | 55   | 歌手・女優                     |
| 2月  | 28日 | 井上瑤                     | 日本の旗           | 56   | 声優                           |
| 3月  | 2日  | 生島治郎                   | 日本の旗           | 70   | 作家                           |
| 3月  | 3日  | ホルスト・ブッフホルツ     | ドイツの旗         | 69   | 俳優                           |
| 3月  | 10日 | 下村一夫                   | 日本の旗           | 82   | 照明技師                       |
| 3月  | 23日 | 天本英世                   | 日本の旗           | 77   | 俳優                           |
| 3月  | 25日 | 古尾谷雅人                 | 日本の旗           | 45   | 俳優                           |
| 3月  | 30日 | マイケル・ジェッター       | アメリカ合衆国の旗 | 50   | 俳優                           |
| 4月  | 1日  | ジャン＝イヴ・エスコフィエ | フランスの旗       | 52   | 撮影監督                       |
| 4月  | 1日  | レスリー・チャン           | 香港の旗           | 46   | 俳優・歌手                     |
| 4月  | 7日  | 山内雅人                   | 日本の旗           | 74   | 声優・俳優                     |
| 4月  | 8日  | 水木洋子                   | 日本の旗           | 92   | 脚本家                         |
| 5月  | 2日  | 新田勝江                   | 日本の旗           | 63   | 女優                           |
| 5月  | 2日  | 宮崎尚志                   | 日本の旗           | 68   | 作曲家                         |
| 5月  | 14日 | ロバート・スタック         | アメリカ合衆国の旗 | 84   | 俳優                           |
| 5月  | 28日 | マーサ・スコット           | アメリカ合衆国の旗 | 90   | 女優                           |
| 6月  | 8日  | トレヴァー・ゴダード       | イギリスの旗       | 37   | 俳優                           |
| 6月  | 12日 | グレゴリー・ペック         | アメリカ合衆国の旗 | 87   | 俳優                           |
| 6月  | 15日 | ヒューム・クローニン       | カナダの旗         | 91   | 俳優                           |
| 6月  | 15日 | フィリップ・ストーン       | イングランドの旗   | 79   | 俳優                           |
| 6月  | 15日 | 長谷川公之                 | 日本の旗           | 77   | 脚本家                         |
| 6月  | 16日 | 春風亭柳昇                 | 日本の旗           | 82   | 落語家                         |
| 6月  | 17日 | 山本廉                     | 日本の旗           | 73   | 俳優                           |
| 6月  | 24日 | 名古屋章                   | 日本の旗           | 72   | 俳優                           |
| 6月  | 25日 | 八代駿                     | 日本の旗           | 70   | 声優・俳優                     |
| 6月  | 28日 | 岸田理生                   | 日本の旗           | 57   | 劇作家・演出家                 |
| 6月  | 29日 | キャサリン・ヘプバーン     | アメリカ合衆国の旗 | 96   | 女優                           |
| 7月  | 5日  | ニカウ                     | ナミビアの旗       | 不明 | 俳優                           |
| 7月  | 6日  | バディ・イプセン           | アメリカ合衆国の旗 | 95   | 俳優                           |
| 7月  | 11日 | 小松方正                   | 日本の旗           | 76   | 俳優                           |
| 7月  | 13日 | 坂口祐三郎                 | 日本の旗           | 61   | 俳優                           |
| 7月  | 15日 | 剣持亘                     | 日本の旗           | 57   | 脚本家                         |
| 7月  | 24日 | ジョン・シュレシンジャー   | アメリカ合衆国の旗 | 77   | 映画監督                       |
| 7月  | 27日 | ボブ・ホープ               | アメリカ合衆国の旗 | 100  | 俳優・コメディアン             |
| 8月  | 1日  | マリー・トランティニャン   | フランスの旗       | 41   | 女優                           |
| 8月  | 9日  | グレゴリー・ハインズ       | アメリカ合衆国の旗 | 57   | 俳優・歌手・ダンサー           |
| 8月  | 9日  | 沢たまき                   | 日本の旗           | 66   | 女優・歌手・参議院議員         |
| 8月  | 13日 | 穂積由香里                 | 日本の旗           | 35   | 『積木くずし』のモデル         |
| 8月  | 30日 | チャールズ・ブロンソン     | アメリカ合衆国の旗 | 81   | 俳優                           |
| 9月  | 1日  | ジャック・スマイト         | アメリカ合衆国の旗 | 77   | 映画監督                       |
| 9月  | 8日  | レニ・リーフェンシュタール | ドイツの旗         | 101  | 舞踏家・女優・映画監督・写真家 |
| 9月  | 11日 | ジョン・リッター           | アメリカ合衆国の旗 | 54   | 俳優                           |
| 9月  | 12日 | ジョニー・キャッシュ       | アメリカ合衆国の旗 | 71   | 歌手・俳優                     |
| 9月  | 19日 | 河原崎長一郎               | 日本の旗           | 64   | 俳優                           |
| 9月  | 27日 | ドナルド・オコーナー       | アメリカ合衆国の旗 | 78   | 俳優・コメディアン             |
| 9月  | 28日 | エリア・カザン             | アメリカ合衆国の旗 | 94   | 映画監督                       |
| 10月 | 20日 | ジャック・イーラム         | アメリカ合衆国の旗 | 86   | 俳優                           |
| 10月 | 24日 | 星玲子                     | 日本の旗           | 88   | 女優                           |
| 10月 | 26日 | 育野重一                   | 日本の旗           | 78   | 美術監督                       |
| 11月 | 1日  | 佐伯秀男                   | 日本の旗           | 91   | 俳優                           |
| 11月 | 9日  | アート・カーニー           | アメリカ合衆国の旗 | 85   | 俳優                           |
| 11月 | 12日 | ジョナサン・ブランディス   | アメリカ合衆国の旗 | 27   | 俳優                           |
| 11月 | 17日 | 江見俊太郎                 | 日本の旗           | 80   | 俳優                           |
| 11月 | 18日 | マイケル・ケイメン         | アメリカ合衆国の旗 | 55   | 作曲家                         |
| 11月 | 24日 | 団令子                     | 日本の旗           | 68   | 女優                           |
| 11月 | 26日 | 小林千登勢                 | 日本の旗           | 66   | 女優                           |
| 11月 | 27日 | 都筑道夫                   | 日本の旗           | 74   | 作家                           |
| 12月 | 5日  | 田中康郎                   | 日本の旗           | 71   | 声優                           |
| 12月 | 11日 | 丘美丈二郎                 | 日本の旗           | 85   | 探偵小説作家                   |
| 12月 | 19日 | ホープ・ラング             | アメリカ合衆国の旗 | 72   | 女優                           |
| 12月 | 27日 | アラン・ベイツ             | イギリスの旗       | 69   | 俳優                           |
| 12月 | 30日 | アニタ・ムイ               | 香港の旗           | 40   | 歌手・女優                     |

主な出典：「2003年 映画界物故人」『キネマ旬報』2004年（平成16年）2月下旬号、キネマ旬報社、2004年、196 - 197頁。